# Pörkölt

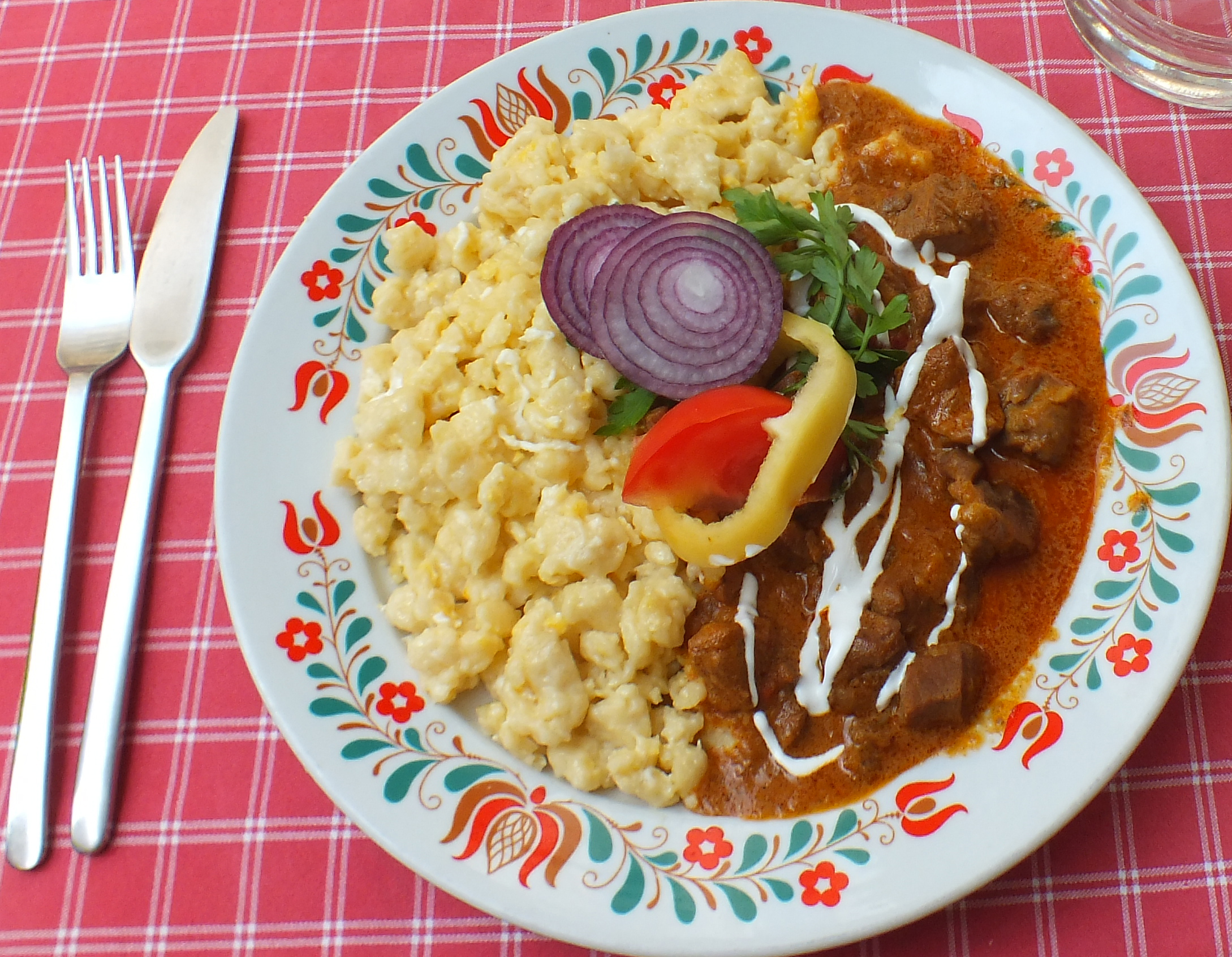
Pörkölt.

Pörkölt är en ungersk köttgryta. Namnet kommer från det ungerska ordet pörkölni, vilket betyder att bryna. Man börjar med att bryna lök i olja eller fett tillsammans med köttet, som vanligtvis utgörs av ox-, kalv-, gris-, kanin-, kyckling- eller fårkött. När köttet är någotsånär brynt (pörkölt på ungerska), drar man ner värmen, strör över lite mild paprika, svartpeppar och pressad vitlök, rör om och häller på vatten. Grytan får koka på svag värme till dess att det mesta av vattnet förångats och köttet är mört.
Pörkölt förväxlas ofta med maträtterna ungersk gulaschsoppa (gulyásleves) och paprikás.